# 崔榮喜

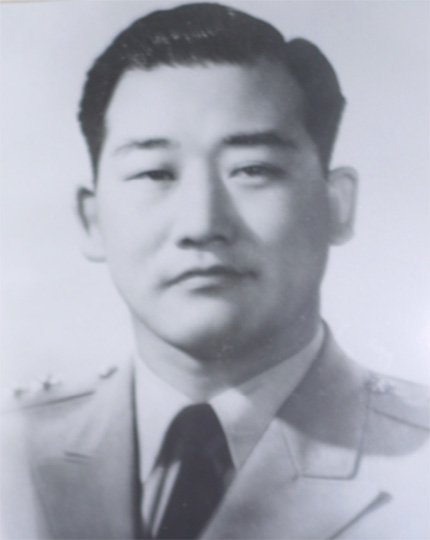
崔榮喜

崔榮喜（韓語：최영희，1921年3月1日—2006年1月11日），韓國陸軍將領，前韓國國防部長及駐土耳其大使，1921年生于京城府，1946年毕业于军事英语学校。韩国战争中，他担任步兵师第1师师长，在“平壤-宁边-银山进军战”，担任步兵第8师师长，在“鲁甸坪地区战斗，白石山战斗”等多人的战斗中战功显着。在陸軍参谋总长任期间，树立了合理的退伍及休假方针，创建了合并指挥战斗兵和6所学校的战斗兵和教育司令部。

## 外部連結
- 최영희(崔榮喜) （页面存档备份，存于），大韓民國憲政會